# Mellemmenneskelige forhold
Mellemmenneskelige forhold er f.eks.:
- Partnerskab
- Bekendtskab
- Venskab
- Broderskab, Søsterskab
- Parforhold, Kærlighedsforhold, Romantisk forhold, Seksuelt forhold
- Papirløst ægteskab
- Familie (menneske), æt, Biologisk familie (menneske)
- Formelt parforhold
  - Registreret partnerskab
  - Ægteskab, monogami (polygami)